# Moupin-Zwergmispel
Die Moupin-Zwergmispel (Cotoneaster moupinensis) ist eine Pflanzenart aus der Gruppe der Kernobstgewächse (Pyrinae). Das natürliche Verbreitungsgebiet der Art liegt in China. Sie wird häufig als Zierpflanze verwendet.

## Beschreibung
Die Moupin-Zwergmispel ist ein sommergrüner, bis 5 Meter hoher, sparrig verzweigter Strauch mit schlanken und oft überhängenden Zweigen. Die Zweige sind schwarzgrau, mit auffälligen Korkporen besetzt, stielrund, anfangs striegelhaarig und allmählich verkahlend. 
Die Laubblätter sind in Blattstiel und -spreite gegliedert. Der Blattstiel ist 2 bis 4 selten bis 8 Millimeter lang und behaart. Die Nebenblätter fallen früh ab. Die ganzrandige Blattspreite ist einfach, eiförmig bis elliptisch, 4 bis 12 Millimeter lang und 2 bis 4,5 Millimeter breit, zugespitzt und mit spitzer oder gerundeter Basis. Die Blattoberseite ist glänzend dunkelgrün, leicht fein behaart, runzelig, mit eingesenkten Blattadern; die Unterseite ist hellgrün und entlang der hervortretenden Blattadern behaart.
Die Blütenstände sind Schirmrispen aus 9 bis 25 Blüten mit behaarter Blütenstandsspindel. Die Tragblätter sind lanzettlich und spärlich behaart. Die Blütenstiele sind ebenfalls behaart und 2 bis 3 Millimeter lang. Die Blüten haben Durchmesser von 8 bis 10 Millimeter. Der Blütenbecher ist glockenförmig und an der Außenseite behaart. Die Kelchblätter sind dreieckig und spitz. Die Kronblätter stehen aufrecht, sie sind rosafarben, eiförmig oder rundlich, 3 bis 4 Millimeter lang und 2 bis 3 Millimeter breit, mit stumpfer Spitze. Die etwa 20 Staubblätter sind kürzer als die Kronblätter. Die Spitze des Fruchtknotens ist behaart. Die vier bis fünf freistehenden Griffel sind kürzer als die Staubblätter. 
Die schwarzen, runden oder verkehrt-eiförmigen Früchte haben Durchmesser von 6 bis 8 Millimeter. Je Frucht werden vier oder fünf Kerne gebildet. Die Moupin-Zwergmispel blüht von Juni bis Juli, die Früchte reifen von September bis Oktober.
Die Chromosomenzahl beträgt 2n=68.

## Vorkommen und Standortansprüche
Das natürliche Verbreitungsgebiet liegt in den chinesischen Provinzen Gansu, Guizhou, Hubei, Ningxia, Shaanxi, Sichuan, Xizang und Yunnan. Die Moupin-Zwergmispel wächst in artenreichen Wäldern und Gehölzgruppen in 1300 bis 3200 Metern Höhe auf mäßig trockenen bis frischen, schwach sauren bis alkalischen, nährstoffreichen Böden an sonnigen bis halbschattigen Standorten. Die Art ist wärmeverträglich, robust, stadtklimaverträglich und meist frosthart.

## Systematik
Die Moupin-Zwergmispel (Cotoneaster moupinensis) ist eine Art aus der Gattung der Zwergmispeln (Cotoneaster). Sie wird in der Familie der Rosengewächse (Rosaceae) der Unterfamilie Spiraeoideae, Tribus Pyreae der Untertribus der Kernobstgewächse (Pyrinae) zugeordnet. Die Art wurde 1886 von Adrien René Franchet erstmals wissenschaftlich beschrieben.

## Verwendung
Die Moupin-Zwergmispel wird häufig als Zierstrauch verwendet.

## Nachweise